# Salvator Mundi (Leonardo)
Salvator Mundi (iz italijanščine za 'Odrešenik sveta') je slika, ki jo v celoti ali delno pripisujejo italijanskemu umetniku visoke renesanse Leonardu da Vinciju, datirana v ok. 1499–1510. Dolgo so mislili, da gre za kopijo izgubljenega izvirnika, prekritega s preslikavo, zato so ga ponovno odkrili, restavrirali in vključili v veliko razstavo Leonardovih del v Narodni galeriji v Londonu v letih 2011–2012. Christie's je takoj po prodaji dela trdil, da večina vodilnih učenjakov meni, da gre za izvirno Leonardovo delo, vendar so to pripisovanje oporekali drugi vodilni strokovnjaki, od katerih nekateri menijo, da je prispeval le nekatere elemente; in drugi, ki verjamejo, da obsežna škoda preprečuje dokončno pripisovanje.
Slika upodablja Jezusa Kristusa v anahronistični modri renesančni obleki, ki z desnico dela znamenje križa, medtem ko v levici drži prozorno kristalno kroglo, ki se ne lomi, kar nakazuje njegovo vlogo Salvator Mundi in predstavlja 'nebeško sfero' nebes. Identificiranih je bilo približno trideset kopij in variacij dela Leonardovih učencev in sledilcev. Dve pripravljalni risbi Leonardove draperije s kredo in tušem sta v britanski kraljevi zbirki.
Sliko je 15. novembra 2017 Christie's v New Yorku na dražbi prodal princu Badru bin Abdulahu Al Saudu za 450,3 milijona ameriških dolarjev, s čimer je postavil nov rekord za najdražjo sliko, kadar koli prodano na javni dražbi. Princ Badr je domnevno opravil nakup v imenu ministrstva za kulturo in turizem Abu Dabija, vendar se od takrat domneva, da je bil morda nadomestni ponudnik za svojega tesnega zaveznika, savdskega prestolonaslednika Mohameda bin Salmana. To sledi poročilom konec leta 2017, da bo slika na ogled v Louvru Abu Dhabi in nepojasnjeni odpovedi njenega načrtovanega razkritja septembra 2018. Poročali so, da trenutna lokacija slike ni znana, vendar je bilo v poročilu junija 2019 navedeno, da je bila shranjena na bin Salmanovi jahti, dokler ne bodo dokončali kulturnega centra v Al-'Uli, in poznejše poročilo je pokazalo, da je morda v skladišču v Švici.

## Zgodovina

### 16. stoletje
Umetnostni zgodovinarji predlagajo več možnosti za to, kdaj je bilo delo izvedeno in kdo je bil mecen. Christie's je izjavila, da je bilo verjetno naročeno okoli leta 1500, kmalu po tem, ko je francoski kralj Ludvik XII. osvojil Milansko vojvodino in prevzel nadzor nad Genovo v drugi italijanski vojni; Leonardo se je sam preselil iz Milana v Firence leta 1500. Umetnostni zgodovinar Luke Syson se strinja, datira sliko v ok. 1499, čeprav sta Martin Kemp in Frank Zöllner datirala delo v ok. 1504–1510 in ok. 1507 oziroma pozneje. Na podlagi podobnosti v slogu in materialih s študijami za Marijo z otrokom s sveto Ano Carlo Pedretti datira študije draperije v kraljevi zbirki in s tem sliko v 1510–1515.
Zaradi specifičnosti teme je Leonardov Salvator Mundi verjetno naročil določen mecen in ni nastal na podlagi špekulacij. Milanska vojvodinja Isabella d'Este je navedena kot možna pokroviteljica, saj je leta 1504 želela pri Leonardu naročiti »mladostnega Kristusa, starega približno dvanajst let, toliko, kot je bil star, ko je razpravljal v templju«, čeprav Salvator Mundi prikazuje zrelejšega Kristusa. Carlo Pedretti ugotavlja, da je bila Isabella d'Este leta 1514 gostja Leonardovega mecena Giuliania de'Medici in je tako morda prepričala umetnika, da je takrat dokončal naročilo. Martin Kemp ne sklepa, prav tako razpravlja o možnosti mecene Isabelle d'Este – čeprav upošteva tudi madžarskega kralja Matijo Korvina, Karla VIII. in druge. Joanne Snow-Smith je trdila, da je Leonardo naslikal Salvator Mundi za Ludvika XII. in njegovo soprogo Ano Bretansko. To stališče je ponovila Kraljeva zbirka na svoji razstavi Leonardo da Vinci: življenje v risbi leta 2018 in je podprto z zgodnjim francoskim poreklom številnih kopij Salvator Mundi.
Slika naj bi bila uporabljena v kontekstu osebne predanosti, tako kot druge plošče te velikosti in tematike v 16. stoletju. Snow-Smithova v svojih spisih dejansko poudarja predani odnos, ki sta ga imela Ludvik XII. in Ana Bretanska do Salvator Mundi kot subjekt, Frank Zöllner pa je razpravljal o razmerju slike do francoskih iluminiranih rokopisov v zgodnji praksi osebna pobožnost in molitev iz 16. stoletja.
Možno je, da je bila slika zabeležena v popisu Salaìjeve zapuščine iz leta 1525 kot »Christo in mondo de uno Dio padre«, čeprav ni jasno, na katerega Salvator Mundi bi se to lahko nanašalo. Izvor slike se prekine po letu 1530.

#### Izvor
Salvator Mundi kot slikovni tip je nastal pred Leonardom. Tako Martin Kemp trdi, da je bil Leonardo na eni strani v svoji kompoziciji omejen s pričakovano ikonografijo Salvator Mundi, po drugi strani pa je lahko uporabil podobo kot sredstvo za duhovno komunikacijo med gledalcem in podobo Kristusa. Kompozicija ima svoje vire v bizantinski umetnosti, katere podobe so se nadalje razvijale v severni Evropi, preden so našle svoje mesto v italijanskih državah. Snow-Smith povezuje razvoj Salvator Mundi z bizantinsko ikonografijo in pripovedmi o podobah Kristusa »ni narejeno s človeškimi rokami«. Takšna acheiropoeta bi vključevala Mandilion iz Edese, Keramidion in Veronikin prt. Čeprav Salvator Mundi izvira iz acheiropoeta, razpravlja Snow-Smith, se je pojavil v 15. stoletju skozi vmesne teme, kot so Kristus Pantokrator, Kristus v slavi in poslednja sodba, ki tako kot acheiropoeta izdajo svoj bizantinski izvor skozi njihove upodobitve Kristusa. Kristusovo sprednjo stran si delijo druge podobe Kristusa in Boga Očeta v 15. in 16. stoletju, vključno s Kristusovimi 'portretnimi' podobami, ki prikazujejo samo Kristusa v polovici dolžine in brez krogle ali poteze blagoslavljanja, pa tudi na slikah 'Kristusov blagoslov', ki ne prikazuje Kristusa, ki drži kroglo. Podobe Kristusa, ki drži kroglo, so postale zelo priljubljene po tem, ko je Karel Veliki prevzel globus cruciger in žezlo. Najzgodnejše prave podobe Salvator Mundi najdemo v severni Evropi. Dejanska ikonografija Salvator Mundi se je uresničila v slikah, kot sta Blagoslavljanje Kristusa in Devica, ki moli Roberta Campina ter v osrednji plošči triptiha Rogierja van der Weydna Triptih družine Braque, preden so takšne podobe pozneje v 15. stoletju postale običajne v Italiji. Dela umetnikov, kot so npr. Antonello da Messina in njegov Kristusov blagoslov izdajata vpliv severnih umetnikov v italijanskih državah.
Najzgodnejši italijanski primer Salvator Mundi je verjetno Simone Martinija, obdan z angeli, v Papeški palači v Avignonu. Ta podoba prikazuje Kristusa v polni dolžini in ne doprsnih upodobitev poznejših slik Salvator Mundi. Podoba Salvator Mundi je pozneje postala dobro znana v Italiji in zlasti v Benetkah po arhetipu Giovannija Bellinija, zdaj poznan le po kopijah. To vključuje sliko Andree Previtalija v Narodni galeriji v Londonu. Drug primer iz 15. stoletja je mogoče videti v Palazzo Ducale v Urbinu na zelo poškodovani sliki Melozza da Forlìja. Domneva se, da je Leonardo svojo kompozicijo zasnoval na tem specifičnem primeru.

#### Kopije
Obstaja najmanj trideset kopij in variacij slike, ki so jih izdelali Leonardovi učenci in privrženci, po štetju Roberta Simona. Veliko število teh slik je pomemben del rodovnika Leonardovega slikarstva in poudarja, da je moral obstajati Leonardov izvirnik, iz katerega so bili kopirani. Najpomembnejša in najbolj razpravljana med njimi je slika, ki je bila prej v zbirki de Ganay, saj ima najbolj podobno kompozicijo in prikazuje najvišjo tehnično spretnost Leonardovih učencev. To je tako, da je Joanne Snow-Smith leta 1978 predlagala, da je to originalna slika. Številne druge kopije, najdene v Neaplju, Detroitu, Varšavi, Zürichu in drugih javnih in zasebnih zbirkah vsebujejo različne pripise članom Leonardovih učencev in sledilcev. Nekatere različice se bistveno razlikujejo od izvirnika. Dva primera je mogoče najti v obliki 'portreta', kot na Salaíjevi sliki iz leta 1511, pa tudi na sliki, ki je bila prodana pri Sotheby's 5. decembra 2018, pri čemer obe kot model uporabljata Leonardov Salvator Mundi, vendar ne uporabljata ikonografija blagoslavljajoče roke ali globusa. Drugi umetniki uporabljajo isti model, vendar za druge subjekte, kot je primer z Leonardovim španskim sledilcem Fernandom Yáñezom de la Almedino in evharističnim Kristusom, ki je zdaj v muzeju Prado.
Leonardov studio in njegovi privrženci so prav tako izdelali vsaj štiri plošče Salvator Mundi, ki prikazujejo mladega Kristusa, ki je v svoji pozi manj spredaj in drži zemeljski globus. Te večinoma izvirajo od Leonardovih milanskih sledilcev in ne od članov njegovem ateljeju, čeprav lahko različico v Rimu upravičeno pripišemo njegovemu učencu Marcu d'Oggionu.

### Od 17. do 19. stoletja
Zdi se, da je bila ta slika v dvorcu Chelsea Manor Jamesa Hamiltona v Londonu od leta 1638 do 1641. Po sodelovanju v angleški državljanski vojni je bil Hamilton 9. marca 1649 usmrčen, nekaj njegovega imetja pa so odpeljali na Nizozemsko, da bi ga prodali. Češki umetnik Wenceslaus Hollar bi lahko izdelal svojo gravirano kopijo z letnico 1650 v tistem času v Antwerpnu. Zabeležena je bila tudi v lasti Henriette Marie leta 1649, istega leta, ko je bil njen mož Karel I. usmrčen 30. januarja. Slika je bila vključena v inventar kraljeve zbirke ocenjena na 30 funtov, Karlovo imetje pa je bilo naprodaj pod Commonwealthom. Slika je bila leta 1651 prodana upniku, vrnjena Karlu II. po angleški obnovi leta 1660 in vključena v popis Karlovega premoženja v palači Whitehall leta 1666. Podedoval jo je Jakob II., morda pa je bila je ostal pri njem, dokler ni prešla na njegovo ljubico Catherine Sedley, katere nezakonska hči z Jamesom je postala tretja žena Johna Sheffielda, vojvode Buckinghamskega. Vojvodov nezakonski sin, sir Charles Herbert Sheffield, je sliko dal na dražbo leta 1763 skupaj z drugimi umetninami iz Buckinghamske hiše, ko je bila stavba prodana Juriju III.
Slika je bila verjetno v 19. stoletju postavljena v pozlačen okvir, v katerem je ostala do leta 2005. Verjetno gre za sliko, ki jo je britanski zbiralec Francis Cook leta 1900 kupil od J. C. Robinsona za svojo zbirko v Doughty House v Richmondu v Londonu. Slika je bila poškodovana zaradi prejšnjih poskusov restavriranja in je bila pripisana Bernardinu Luiniju, Leonardovemu privržencu. Sir Francis Cook, 4. baronet, Cookov pravnuk, jo je prodal na dražbi leta 1958 za £45 kot delo Leonardovega učenca Giovannija Antonia Boltraffia, ki mu je bila slika pripisana do leta 2011.

### Dražba Christie's
Slika je bila leta 2017 razstavljena v Hong Kongu, Londonu, San Franciscu in New Yorku, nato pa je bila 15. novembra 2017 prodana na dražbi pri Christie's v New Yorku za 450.312.500 $, nova rekordna cena za umetniško delo (cena je bila 400 milijonov dolarjev, plus 50,3 milijona dolarjev honorarjev). Kupec je bil identificiran kot savdski arabski princ Badr bin Abdullah. Decembra 2017 je The Wall Street Journal poročal, da je bil princ Badr posrednik za prestolonaslednika Mohameda bin Salmana. Vendar pa je Christie's potrdil, da je princ Badr deloval v imenu ministrstva za kulturo in turizem Abu Dabija za razstavo v Louvru Abu Dabi. Septembra 2018 je bila razstava prestavljena za nedoločen čas, novice iz januarja 2019 pa so zapisale, da »nihče ne ve, kje je, in obstaja resna skrb za njeno fizično varnost«. Georgina Adam, glavna urednica časopisa The Art Newspaper, je zavrnila ta poročila in izjavila, da »verjamemo, da je v skladišču v Ženevi«. Junija 2019 so poročali, da je slika na luksuzni jahti, ki je pripadala bin Salmanu, in je plula na Rdečem morju.
Slika se spet ni pojavila na pariški razstavi Leonardovih del v Louvru, ki je potekala od 24. oktobra 2019 do 24. februarja 2020. Na razstavi je bilo prikazanih 11 Leonardovih slik od manj kot 20 ohranjenih, vendar ne Salvator Mundi. Vendar pa je 46-stranska knjižica, ki je spremljala razstavo – na kratko na voljo v muzejski knjigarni – podrobno opisala znanstvene preiskave Louvra in zaključila, da »rezultati zgodovinske in znanstvene študije ... omogočajo potrditev pripisa dela Leonardu da Vinciju«. Junija 2021 je časopis The Observer citiral skeptične komentarje o prodaji Roberta Kinga Wittmana, nekdanjega FBI-jevega strokovnjaka za umetnostne zločine: »Zakaj bi nekdo plačal toliko denarja za kos, o katerem so bila vprašanja, je zelo nenavadno. Ta posebna slika ni vredna tega, kar je bilo zanjo plačano. Torej obstaja sumljiv vidik. In poreklo je zelo nejasno.«